# Íbex
O íbex (Capra ibex) é uma espécie de mamífero bovídeo caprino, em estado selvagem na Europa. Esta espécie habita as regiões montanhosas dos Alpes, em zonas de vegetação esparsa. Também é conhecido pelo nome de íbex-dos-alpes. Os machos do íbex-dos-alpes atingem cerca de 1 metro de altura e 100 kg de peso e apresentam cornos longos e encurvados que podem medir até 1 metro. As fêmeas são menores, em torno de metade do tamanho dos machos, e não possuem cornos. Os sexos vivem em separado, em manadas de machos e fêmeas com crias, e só se juntam na época de reprodução que decorre no Outono. As crias nascem geralmente em Maio.[carece de fontes?]
Como resultado de caça excessiva e vários conflitos armados na região, o íbex dos Alpes quase se extinguiu no início do século XIX. Em 1816, os últimos animais que viviam na área de Gran Paradiso foram protegidos, mas a caça furtiva continuou. A situação da espécie degradou-se até 1854, quando o rei Vítor Emanuel II da Itália colocou os últimos exemplares sob a sua protecção pessoal. A população recuperou, graças a esforços de conservação e programas de reprodução em cativeiro, e foi reintroduzida na natureza. Actualmente existem cerca de 30 000 exemplares, não sendo considerada uma espécie ameaçada.